# Московський монетний двір

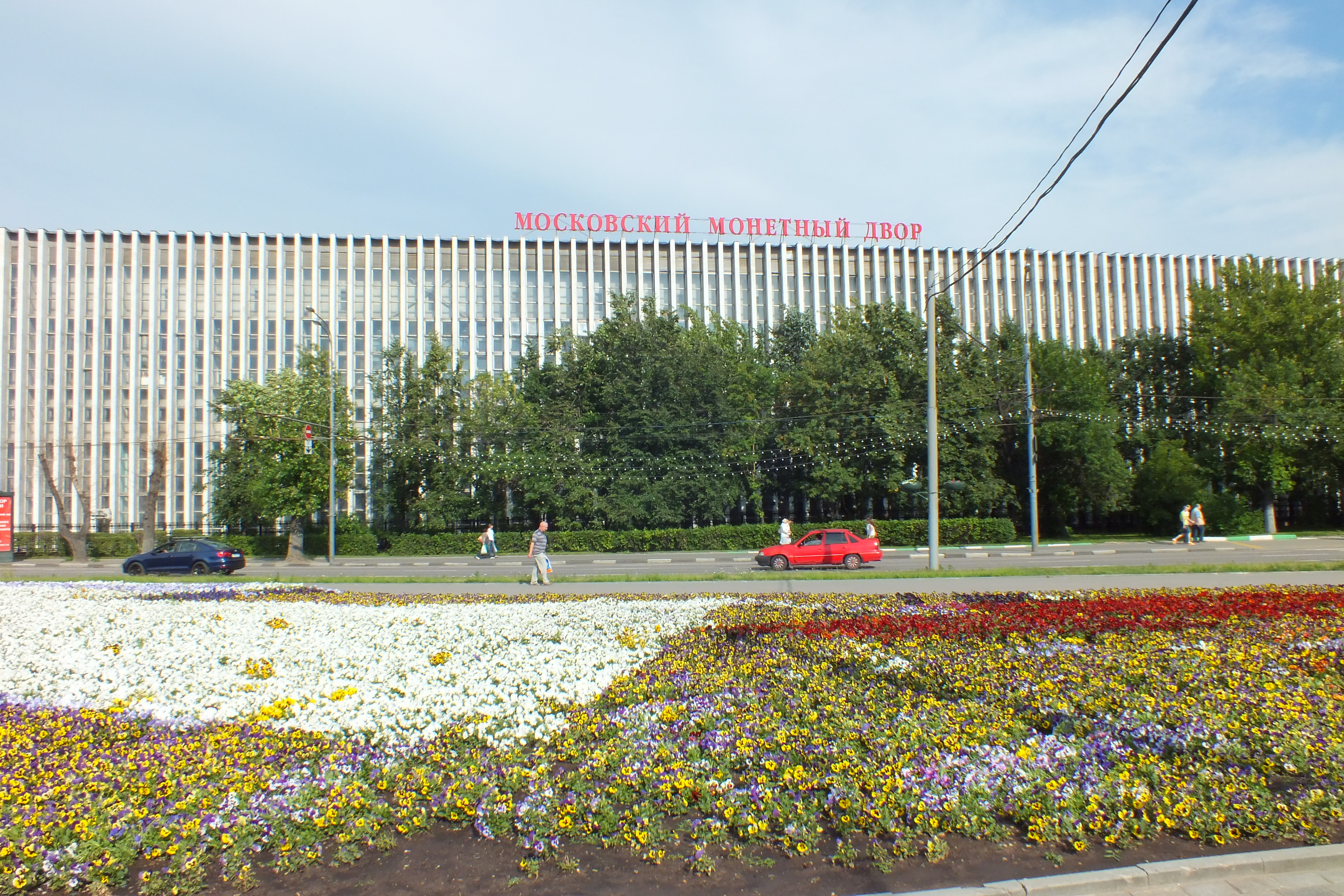
Будівля Московського монетного двору

Московський монетний двір Гознака (рос. Московский монетный двор Гознака) — один з двох діючих монетних дворів в Росії, разом з монетним двором в Санкт-Петербурзі.

## Історія
Займається виготовленням монет, медалей та орденів за державним замовленням. Також виконує замовлення на карбування монет іноземних держав. Наприклад, на Московському монетному дворі викарбувані всі монети Абхазії (Абхазькі апсари), значна частина монет Індії. Монетний двір виконує приватні замовлення з виготовлення значків, медалей і жетонів.
Історія карбування монет в Москві налічує кілька століть, проте датою заснування сучасного підприємства московського монетного двору прийнято вважати 25 квітня 1942.
На Московському монетному дворі, зокрема, викарбувана значна частина серії пам'ятних монет, випущених на честь проведення Літніх Олімпійських ігор 1980 року.